# トラムスコープ

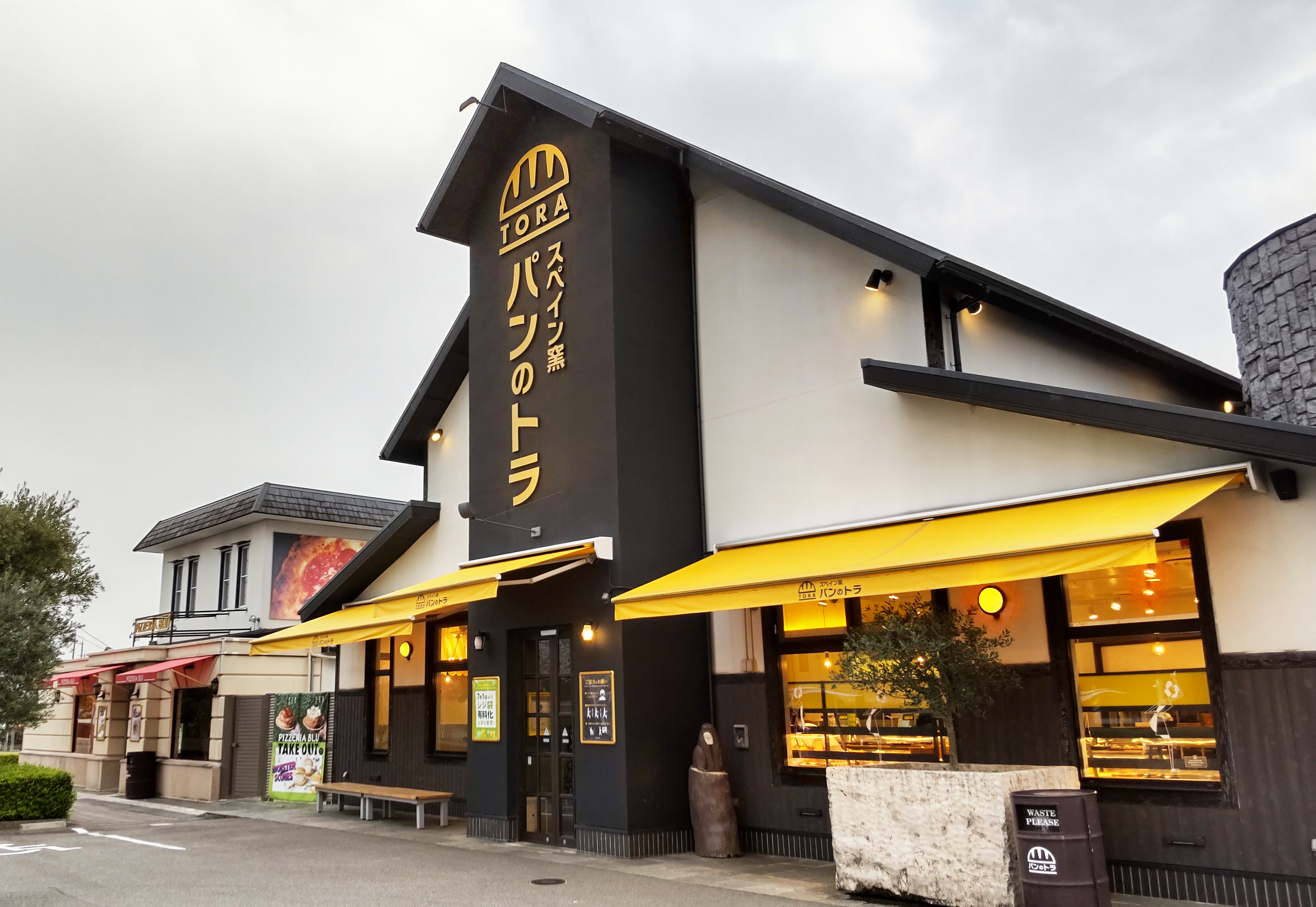
パンのトラ安城店

株式会社トラムスコープ（TRAMSCOPE）とは、愛知県安城市に本社を置く企業。「パンのトラ」等を運営している。

## 概要
2012年（平成24年）9月19日、愛知県内で外食チェーンのフランチャイズ店舗を運営する株式会社トラムの子会社として、株式会社トラムスコープが設立された。同時にトラムが運営していたイタリアンレストラン「ピッツェリアブル」、パンの製造・販売を行う「パンのトラ」（安城店・半田店）をトラムスコープが承継した。2015年（平成27年）8月22日にはジェラート専門店「ジェラートラ」の1号店を開店した。
パンのトラの食パンはスペイン窯と独自の製法（湯種製法）で作られており、一般的な食パンより水分を多く含みモチモチの食感となっている。
2014年（平成26年）4月に「24時間で最も販売した焼きたての食パン」のギネス世界記録に挑戦し、24時間で1,559.231キログラムを販売し食パンの販売重量の記録を達成した。また、2023年（令和5年）5月20日午後4時から24時間でカレーパン1万5455個を売り上げてギネス世界記録を達成した。

## 店舗
- パンのトラ
  - 安城店（愛知県安城市）
  - 半田店（愛知県半田市）
  - NEOPASA岡崎店（愛知県岡崎市）
  - 八事店（愛知県名古屋市昭和区）
  - 志段味店（愛知県名古屋市守山区）（2021年11月12日オープン）
  - 春日井店（愛知県春日井市）（2022年4月15日オープン）
- ピッツェリアブル（愛知県安城市）
- ジェラートラ
  - 安城店（愛知県安城市）
  - セントレア店（愛知県常滑市）